# Usili-formatie

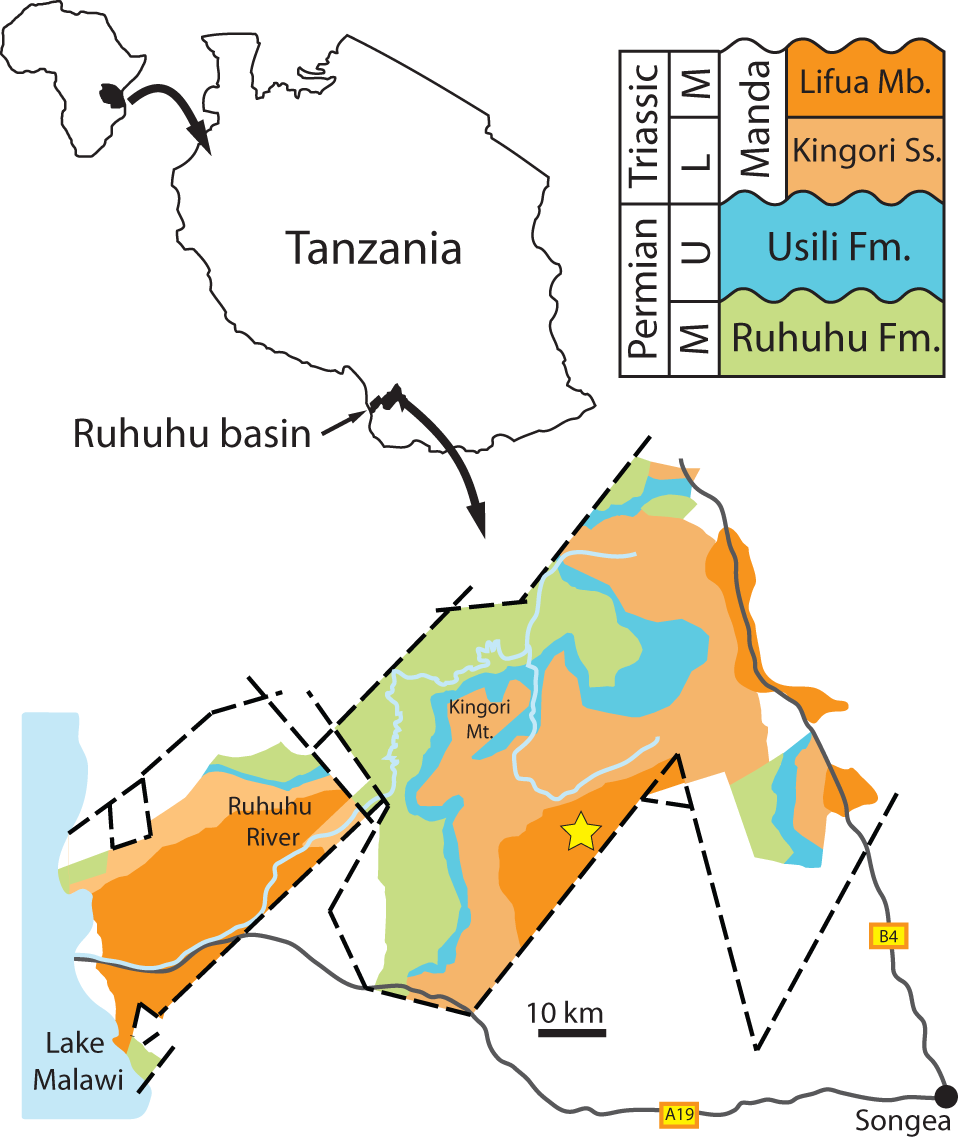
Locatie van de Usili-formatie in het Ruhuhu-bekken.

De Usili-formatie, voorheen ook wel Kawinga-formatie genoemd, is een geologische formatie in Tanzania die afzettingen uit het Laat-Perm omvat. Het ligt in het Ruhuhu-bekken aan de noordoostzijde van het Malawimeer.
De Usili-formatie is vermoedelijk dezelfde gesteentelaag als de Chiweta-formatie in Malawi. Het correleert met de Cistecephalus-faunazone van de Zuid-Afrikaanse Beaufortgroep. De Usili-formatie volgt op de Ruhuhu-formatie uit het Midden-Perm. Bovenliggend is de Manda-formatie uit het Trias.
Er zijn fossielen gevonden van amfibieën, therapsiden en reptielen. De paleofauna bestond uit Peltobatrachus uit de Temnospondyli, diverse soorten dicynodonten zoals Oudenodon, Pristerodon, Endothiodon en Dicynodon, verschillende gorgonopsiërs zoals Gorgonops, Lycaenops en Leontocephalus, de cynodont Procynosuchus, de therocephaliërs Silphictidoides en Theriognathus, niet nader geclassificeerde Burnetiidae en de archosauromorf Aenigmastropheus uit de Protorosauridae.